# Церковь Спаса Преображения на Подоле
Церковь Спаса Преображения на Подоле, она же Казанская — приходской храм Калужской епархии Русской православной церкви, расположенный в Калуге.

## История
В описи 1626 года храм упоминается как «преображение Спасово на Подоле» с приделом Рождества Пречистыя Богородицы «древян, клетцки», «в старом остроге на Подоле». По всей видимости, место рядом с перевозом через Оку и причалами издревле было церковным, поэтому церковь была богатой за счёт купеческих пожертвований. Строительство нынешнего здания церкви с приделом во имя Казанской иконы Богоматери было начато в 1709, а окончено в 1717 году. Главною вкладчицею была царевна Наталья Алексеевна, пожертвовавшая от себя на строение 1000 руб. Среди других жертвователей были Данила Алексеевич Мансуров, Авраам Лопухин, Борис Шереметев и Александр Меншиков.
В 1802 году был построены придел в честь положения ризы Господней и колокольня. В 1827 году расширена трапезная. В 1844 году во время всенощного бдения накануне храмового праздника Преображения молния ударила в шпиль колокольни и зажгла его; при этом два больших колокола упали и разбились. После этого верх колокольни был перестроен, а над основным объемом храма надстроено пятиглавие. Новый колокол пожертвовал митрополит Иона (Васильевский), ранее служивший при Казанском храме протоиереем.
Храм был закрыт в 1933 году. В 1934 году с колокольни сбросили колокола. С 1938 году в храме разместилась Калужская скульптурная фабрика. Во время Великой Отечественной войны верх колокольни был сбит артиллерийским снарядом. 8 апреля 1996 года храм был передан Калужской епархии. С 19 августа 2011 в храме начались регулярные богослужения.

## Архитектура
Храм неоднократно перестраивался, в результате чего превратился в своеобразный разноплановый ансамбль. В трапезной снаружи, с обеих сторон фронтоны на четырех дорических колоннах (портики); два окна на закруглениях трапезного фасада имеют с обоих боков храма в оконных нишах по колонне с боков. Боковые входы устроены галереями, каждая из которых держится на трёх готических арках. Наружный верх храма украшен полукружиями, вероятно, намекая на старинные кокошники, и легким узором. На углах верха выведено по паре ионических колонн. Над окнами верхней части маленький орнамент с крестом в середине. Алтарь трёхапсидный с фризом и оконным орнаментом. Глав пять; все они круглые, на трибунах небольшой, простой рисунок; главная глава выше других; двойная, трибун у нее восьмиугольный. Кресты у всех — прорезные. Особенностью храма является подцерковье, под трапезою, со стороны реки. С этой стороны и упомянутые 4 колонны трапезного фасада стоят на трех арках. Колокольня храма примыкает к трапезе и имеет три яруса. Второй и третий ярусы круглые и имеют на закруглениях вместо углов по две колонны с коринфскими капителями, поддерживающие небольшой фронтон. Вход в храм через колокольню украшен портиком с парными колоннами коринфского стиля; на капителях в листья аканфа прибавлено по маленькому лепному ангелу.

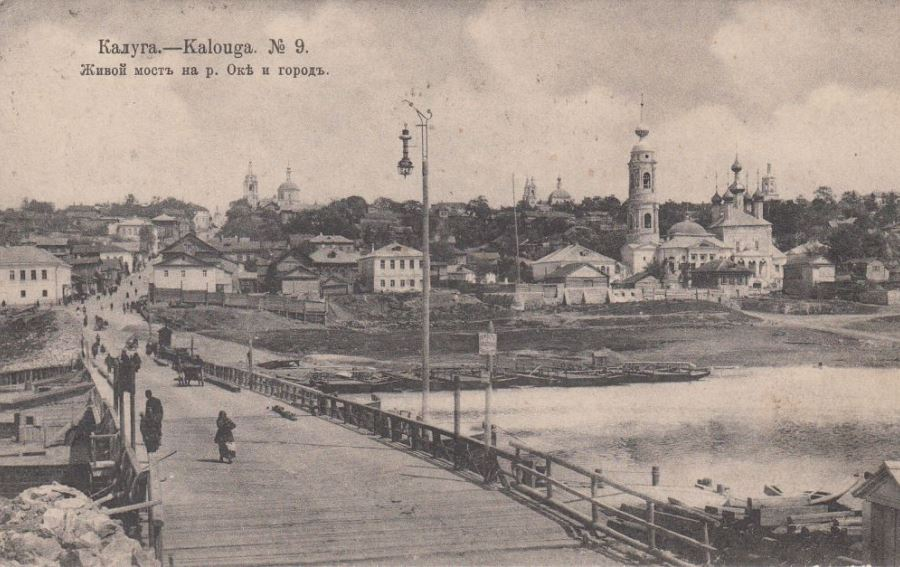
Открытка начала XX века с видом на Казанскую церковь
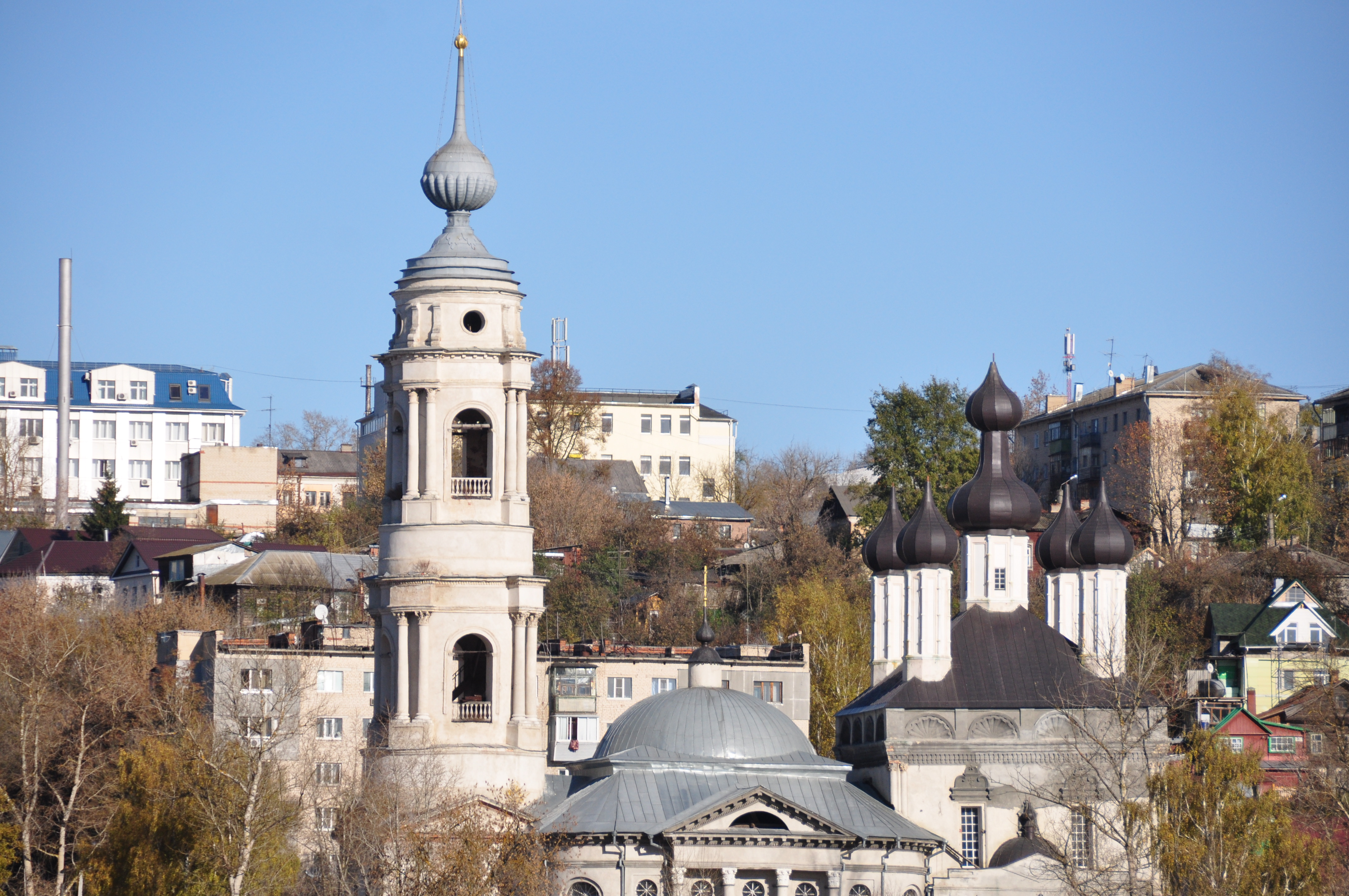
Вид с реки Оки
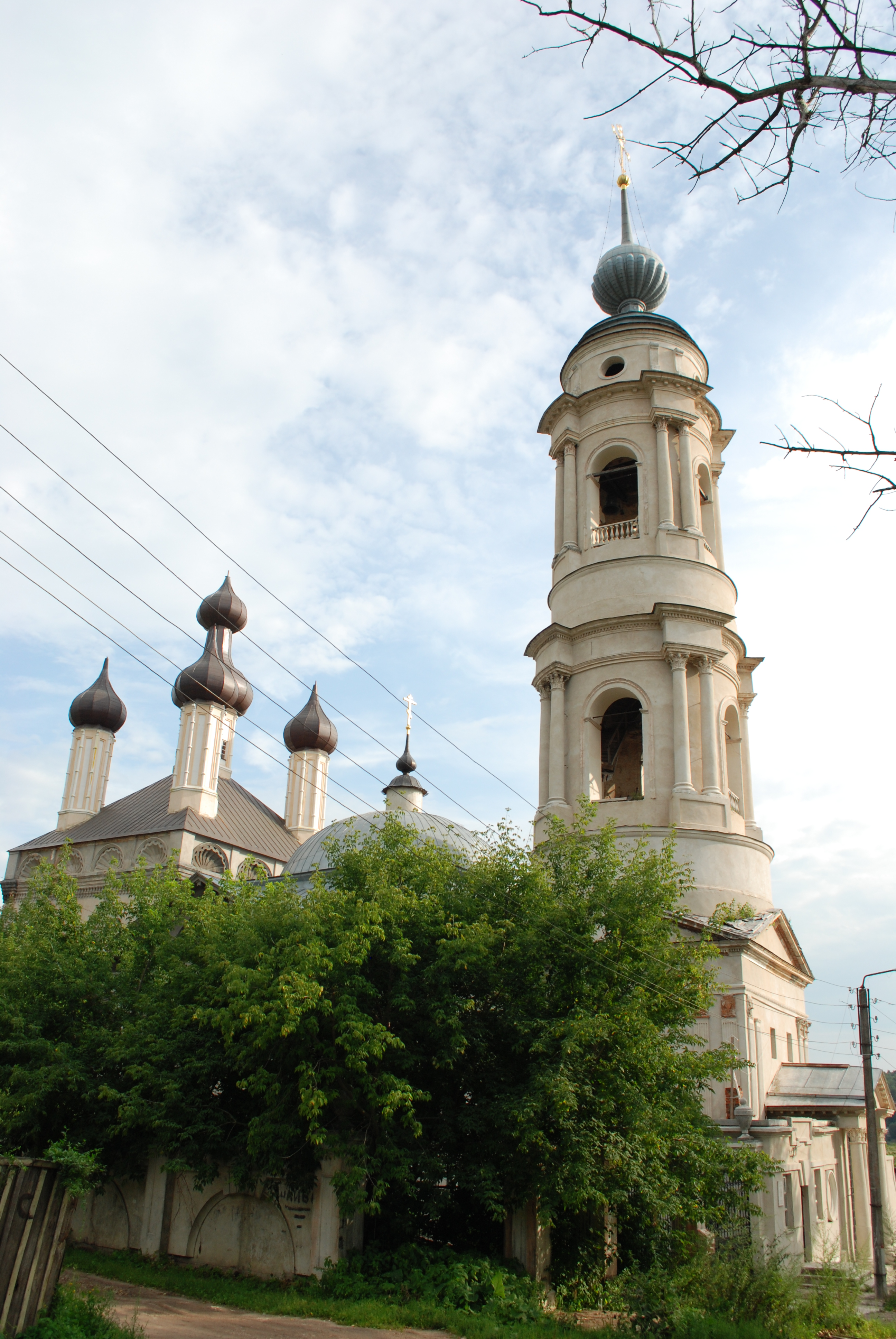
Вид с улицы Красная гора
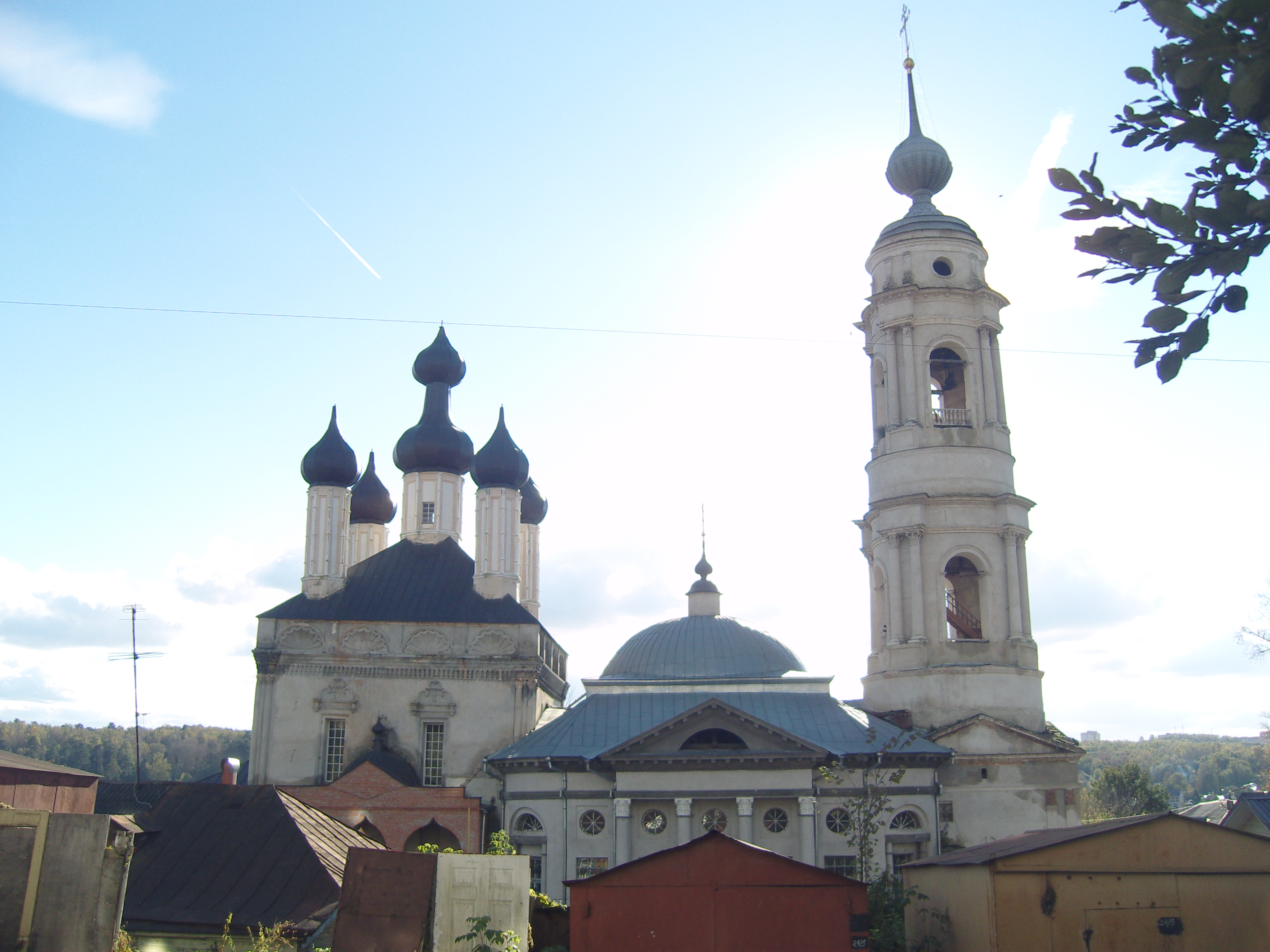
Вид со стороны города
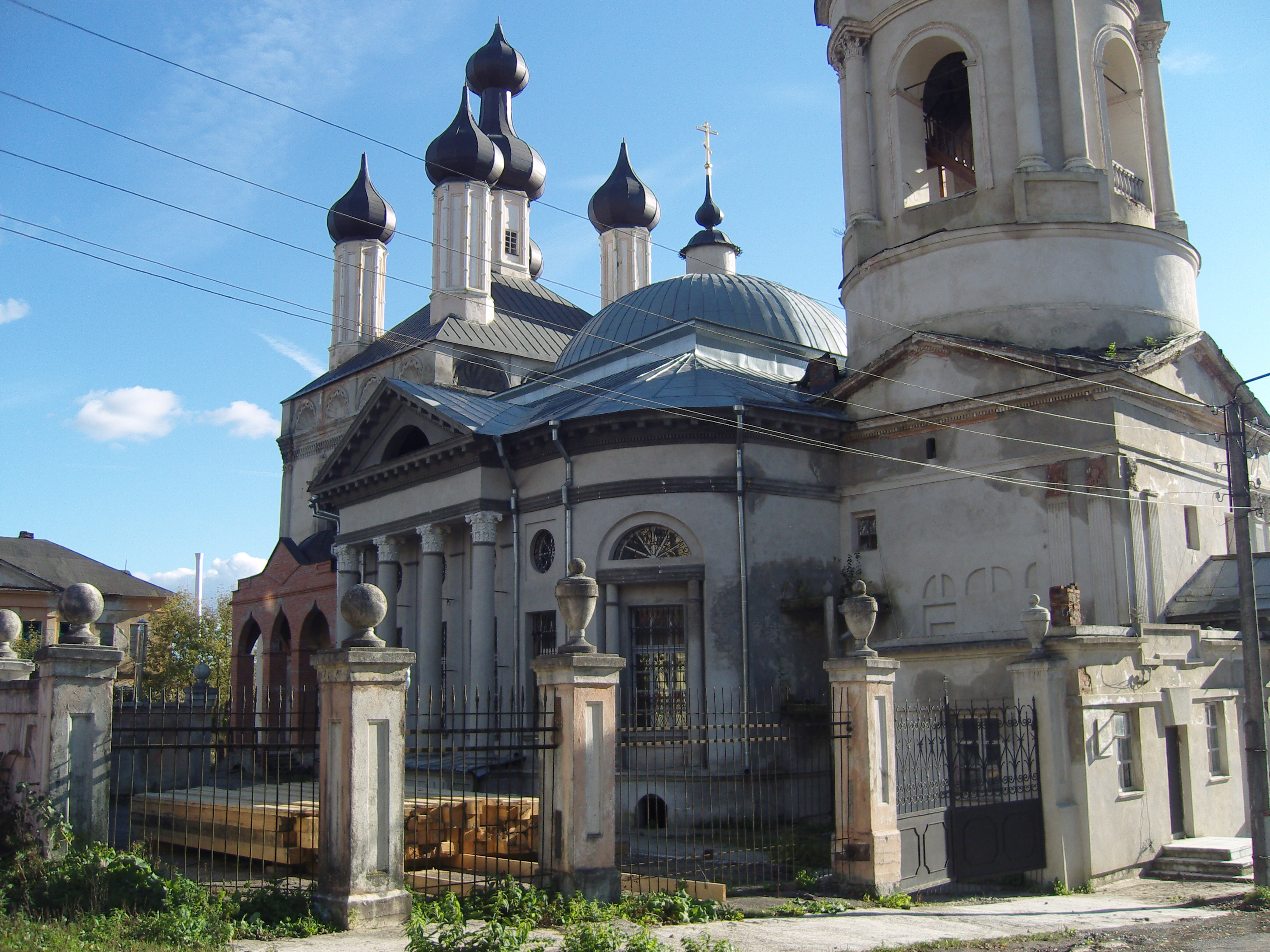
Вид со стороны колокольни
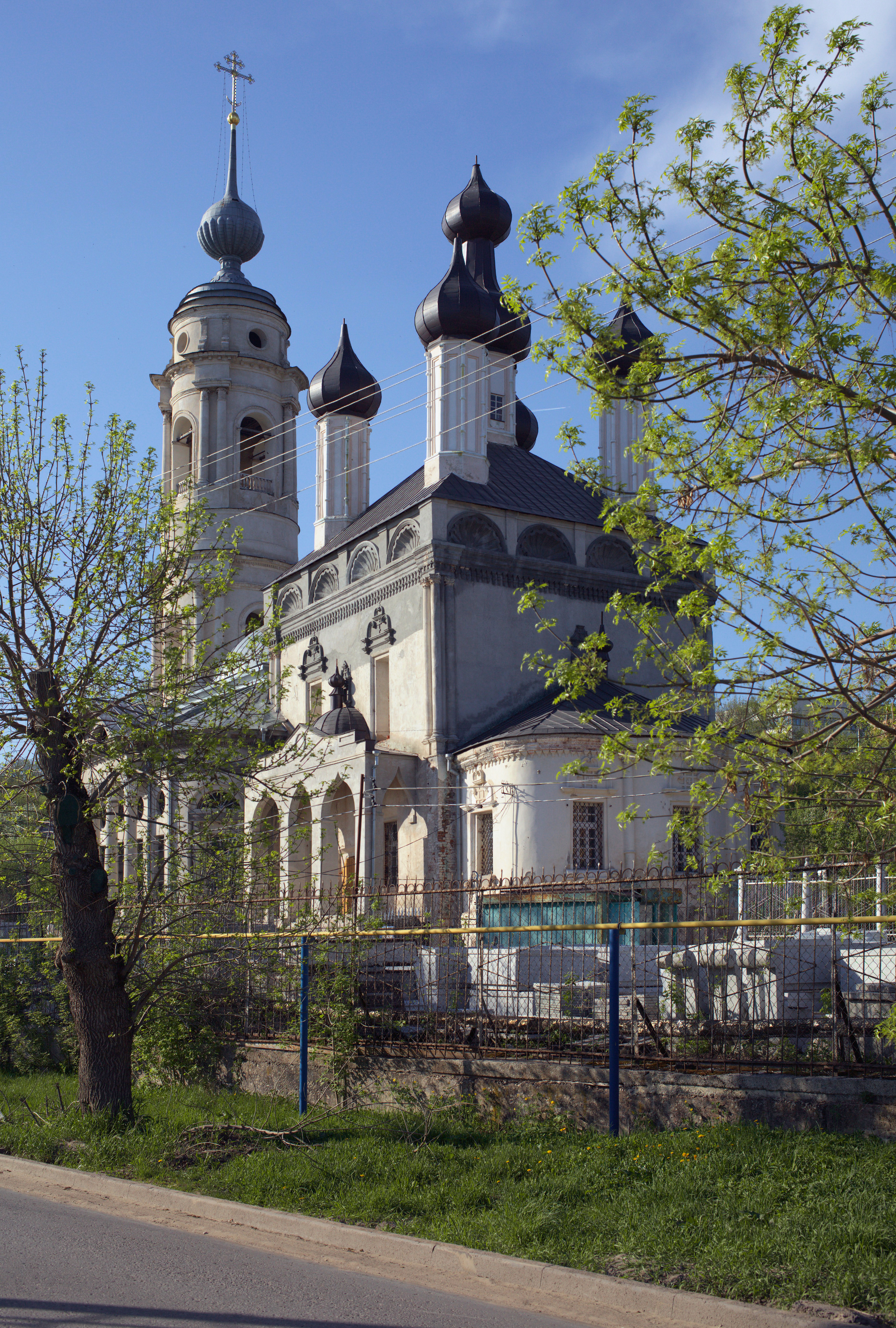